# 麿の酩酊事件簿
『麿の酩酊事件簿』（まろのめいていじけんぼ）は、高田紫欄原作の日本の漫画。作画は望月玲子が担当した。
2003年、高田紫欄の許可を得て、高田崇史が大幅な改変を加え小説化した。
ここでは、高田崇史の小説を基に記述する。

## あらすじ
鎌倉の旧家の第17代目当主・勧修寺文麿。連日、祖母に早く結婚しろとせっつかれながらも、厳しい家訓の手前、なかなか相手が見つからない日々を送っている。
酒に滅法弱い文麿だが、ある一定の量を越えると、突然別人格になったかのように、知り合った美女が抱える事件の謎をたちまち解明する。
しかし、翌日酔いが醒めてみると、自分が事件を解決したことをすっかり忘れており、女性たちは引っ越ししたり、留学したりし、文麿は失恋する……というパターンを繰り返す。

## 登場人物
勧修寺 文麿（かしゅうじ ふみまろ）
鎌倉の名家・勧修寺家の17代目当主。31歳。両親は幼い頃に亡くなっており、現在は祖母まつゑと執事と暮らしている。まつゑからは「勧修寺家が断絶してしまう」と、毎日のように嫁探しを催促される。
ベンチャー企業のオーナーだが、経営は人任せでほぼノータッチ、たまに会社を訪れても邪魔者扱いされる始末。
勧修寺 まつゑ（かしゅうじ まつえ）
文麿の祖母。82歳。いつも和服を綺麗に着こなし、身だしなみに大変うるさい。昔は薙刀と合気道をたしなんだ。
大原（おおはら）
勧修寺家の執事。76歳。寡黙。18歳の頃から勧修寺家に仕えている。勧修寺家の家訓を暗唱できる。
大原 七海（おおはら ななみ）
文麿がバーで出会ったハンサムだがキザな男。格好も言葉遣いも男を装っていたので文麿もしばらく気付かなかったが、実は女性で、大原の孫娘だった。
公武（きみたけ）
勧修寺家の主治医。ベッド数は30床弱と大きくはない個人病院の院長。特別室を有し、1日の患者数は300人を超える。代々続く古い病院。

## 勧修寺家家訓
「見合い厳禁」、「独力発掘」、「自力本願」、「家族全員の承諾」など7カ条の前文と、86カ条の家訓がある。家訓には、妻となる女性に求められる知性・品性・容姿など多くの条件が延々と綴られている。
執事の大原はこの家訓を全て暗記している。

## 書籍情報
- 漫画
  - 麿の酩酊事件簿
  - #2002年6月発行　ISBN 406334553X
  - #2002年11月発行　ISBN 4063346218
- 小説
  - 麿の酩酊事件簿 花に舞
    - 2003年7月（講談社ノベルス ISBN 4061823280）
    - 2006年7月（講談社文庫 ISBN 406275455X）

  - 麿の酩酊事件簿 月に酔
    - 2003年11月（講談社ノベルス ISBN 406182340X）
    - 2006年11月（講談社文庫 ISBN 4062755599）